# استنلی آرتور کوک
استنلی آرتور کوک (به انگلیسی: Stanley Arthur Cook) (متولد ۱۸۷۳- مرگ ۱۹۴۹) استاد زبان عبری (منصب پادشاه) در دانشگاه کمبریج، بین سالهای ۱۹۳۲ تا ۱۹۳۸ بود.